# Martin Kneser
Martin Kneser (21 de janeiro de 1928 — Göttingen, 16 de fevereiro de 2004) foi um matemático alemão.

## Obras
- Martin Kneser, Rudolf Scharlau: Quadratische Formen, Springer Verlag, 2002, ISBN 3-540-64650-7 (Vorlesungen von Kneser in den 1970er und 1980er Jahren in Göttingen, neu herausgegeben von Scharlau)